# Kanjirō Kawai
Kanjirō Kawai (河井 寛次郎, Kawai Kanjirō, 24 août 1890 - 18 novembre 1966) est un potier japonais, figure clé des mouvements mingei (art folklorique japonais) et de poterie d'atelier (en), avec Bernard Leach, Shōji Hamada, Kenkichi Tomimoto,  Shikō Munakata, Keisuke Serizawa et Tatsuzō Shimaoka entre autres.

## Biographie
S'intéressant à la poterie dès l'enfance en voyant un voisin fermier en faire durant son temps libre, Kawai décide de devenir potier à l'âge de 16 ans. Il est diplômé de l'université de technologie de Tokyo en 1914 et travaille brièvement à l'institut de recherche en céramique de Kyoto. Shōji Hamada, qui le rencontre à Tokyo, suit Kawai à Kyoto, et le duo effectue plus de 10 000 expérimentations sur le vernissage. Déçu par ce qu'il considère comme une focalisation excessive et inutile sur l'étude de la théorie de deux écoles, il construit son propre four en 1920 à Kyoto dans le style noborigama, le Shokeiyo, avec huit chambres, fondant l'« atelier Kawai » et commençant à organiser des expositions.
Kawai s'initie aux vernis chimiques et gagne en reconnaissance pour leur usage avant l'âge de 30 ans. Mais il sera plus tard mécontent de ses premiers travaux et c'est sa rencontre avec Sōetsu Yanagi et Shōji Hamada qui le fait aller vers les vernis naturels (« vers la science qui précède toute science - et un retour vers la nature était mon salut »). Il est considéré comme un maître de la glaçure, en particulier avec du cuivre chaud rouge (shinsha ou yuriko - l'une de ses couleurs favorites), du fer brun (tetsu-yu), du chrome et du cobalt (gosu).
Il a l'idée de combiner les méthodes modernes de fabrication avec l'esthétique japonaise et anglaise. Il est également artiste, calligraphe, sculpteur, écrivain, et philosophe. Respectant la dignité et la simplicité et collectionnant les œuvres de pauvres artisans de toute l'Asie, il admire la « pauvreté ordonnée »  et a un profond amour pour les hommes sans prétentions du sol et apprend de leur simplicité. Ses pots prennent de nombreuses formes asymétriques et montrent des techniques expressionnistes comme des décorations bariolées (tsutsugaki), l'utilisation de cire (ronuki) ou d'engobe blanc (hakeme).
Kawai refuse tous les honneurs officiels, comme la désignation de trésor national vivant du Japon et ses pots ne sont pas signés. Ses œuvres sont exposées au musée d'art folklorique de Tokyo et chaque année, les grands magasins Takashimaya organisent une exposition de son travail dans leurs établissements de Tokyo et d'Osaka. En novembre 1953, Kawai est l'objet d'une de ses plus grandes expositions au Korin Kaku de Tokyo où plus de 500 de ses œuvres sont exposées.

## Postérité
Kawai enseigne à Claude Laloux dans les années 1950 et forme de nombreux céramistes japonais tout au long de sa vie.
Sa maison (restaurée en 1937) à Gojozaka, Kyoto, est aujourd'hui un musée géré par sa famille. Hormis ses poteries, plusieurs de ses sculptures sont comprises dans la collection. Sa maison est un mélange des styles japonais et occidentaux, avec des tansu (en) (commode japonaise) et des tatamis mais aussi des meubles occidentaux. Son atelier et son four Anagama sont à côté du musée. Une utilisation dure 48 heures et consomme plus de 2 000 bûches de bois. La température intérieure est de 1 350 °C.
Comme son ami de toujours Hamada, Kawai n'a jamais signé son travail, déclarant : « Mon travail est ma meilleure signature ». Son style étant très caractéristique.

## Citations
Kawai est également poète et comme en poterie, son écriture est non conventionnelle. En 1953, un livre intitulé « Nous ne travaillons pas seuls » est publié.
« Le but du feu : Revenir à la pureté de toutes choses. »
« Tout ce qui est n'est pas. Tout est, et dans le même temps, le néant est. Je suis moi-même le plus vide de tous. »
« Quand vous êtes tellement absorbé par votre travail que la beauté coule naturellement, alors votre travail devient une œuvre d'art. »
« Chaque œuvre d'art appartient à tout le monde car chaque personne voit en elle ce qu'elle veut. » « C'est pareil avec les gens. Nous sommes tous un. Je suis vous. Le vous que je peux voir. »